# Henri Rebmann

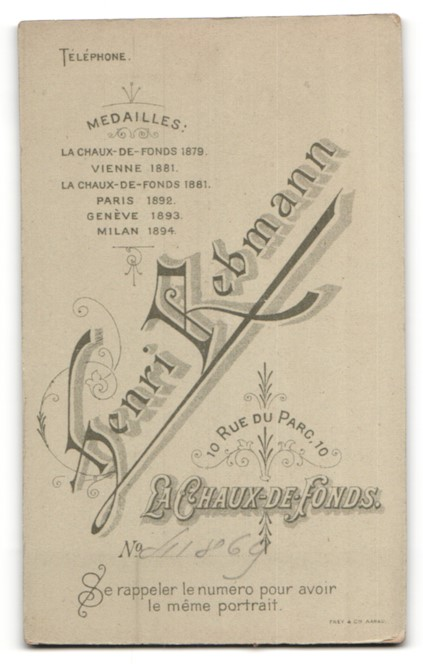
Rückseite einer Fotografie Rebmanns mit Angaben zu Auszeichnungen und Adresse

Henri Rebmann (* 25. August 1848 in Liestal; † 6. August 1931 in La Chaux-de-Fonds) war ein Schweizer Fotograf.

## Leben
Henri Rebmann war spätestens ab 1869 in La Chaux-de-Fonds tätig. 1873 liess er sich endgültig dort nieder.
Von Henri Rebmann sind Porträtfotografien, Gruppenbilder und Fotografien von Objekten erhalten geblieben, insbesondere dokumentierte er die in La Chaux-de-Fonds und Umgebung blühende Uhrmacherei. Aber auch Aussenaufnahmen erstellte er, etwa im Tal des Doubs. Sein Atelier befand sich in dem Gebäude Rue du Parc 10–12. Er war bis mindestens 1915 aktiv.
Er beteiligte sich an etlichen Wettbewerben und gegen Ende des 19. Jahrhunderts auch an Industrieausstellungen und konnte dabei etliche Erfolge verbuchen. Glasplatten aus seinem Atelier wurden 1994 vom Musée d’histoire de La Chaux-de-Fonds angekauft. Sie befinden sich in der Bibliothèque de la Ville. Insgesamt bewahrt die Bibliothèque de la Ville 5.556 Glasnegative Rebmanns im Format 13 × 9 cm, sechs weitere Glasplatten in unterschiedlichen Formaten und 39 Negative im Format 11 × 8 cm.
Der Fotograf Hermann Koczyk erhielt einen Teil seiner Ausbildung bei Rebmann.

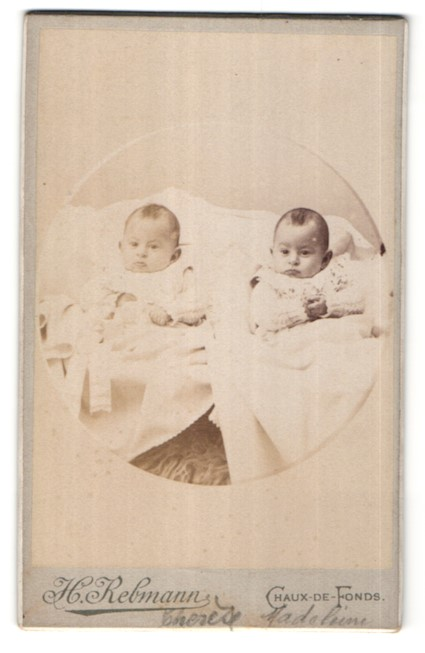
Säuglingsporträts
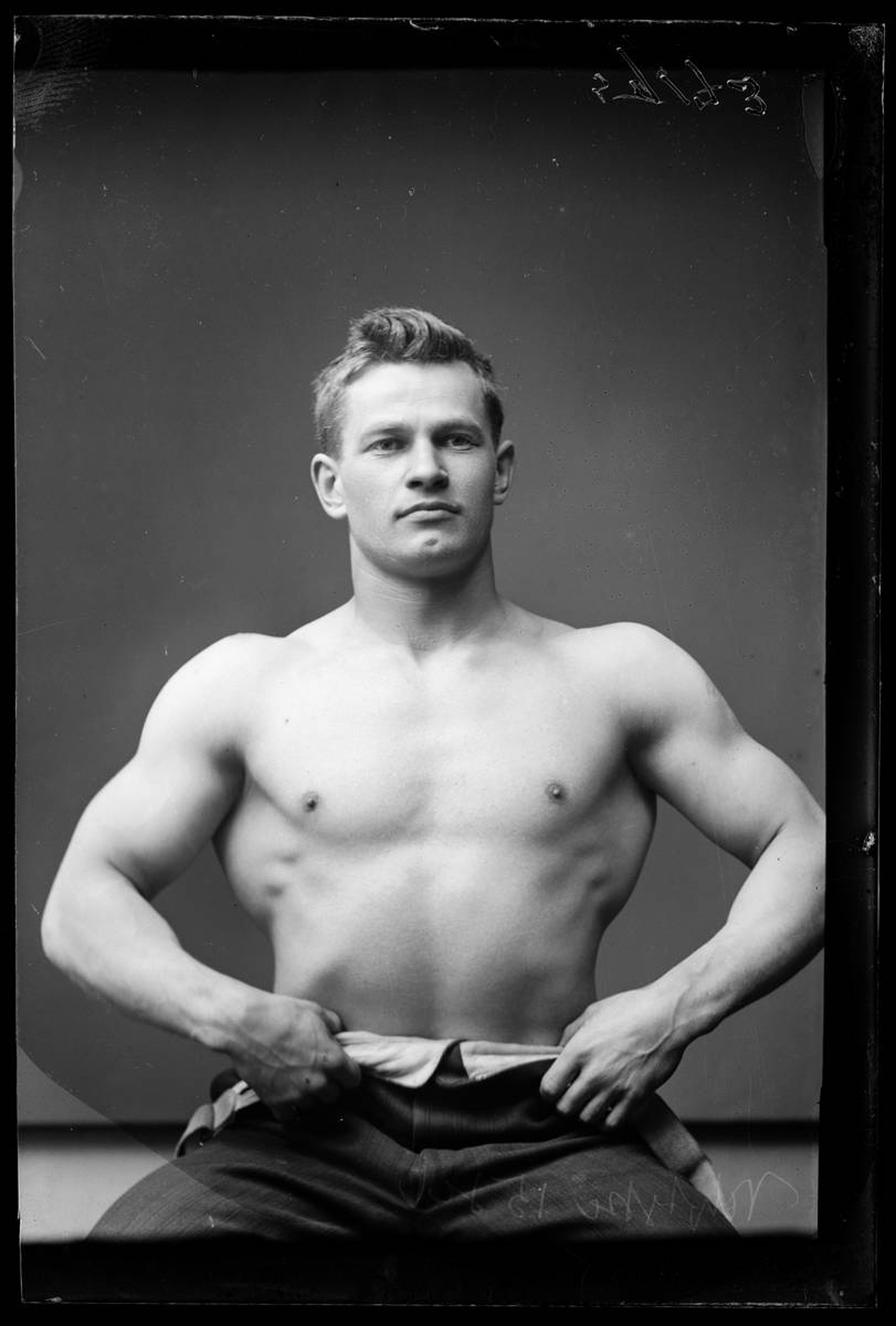
Muskulöser Mann
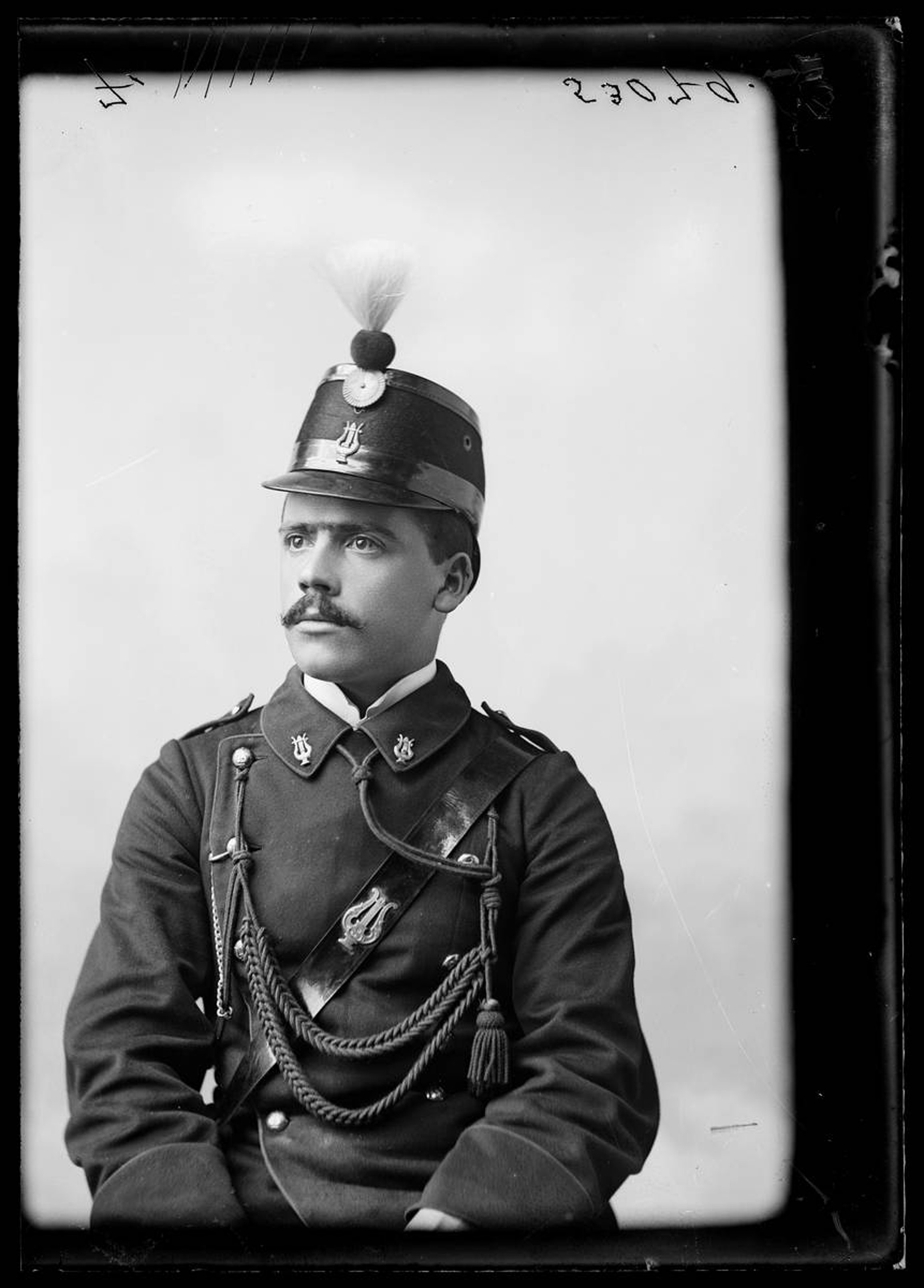
Uniformierter Mann
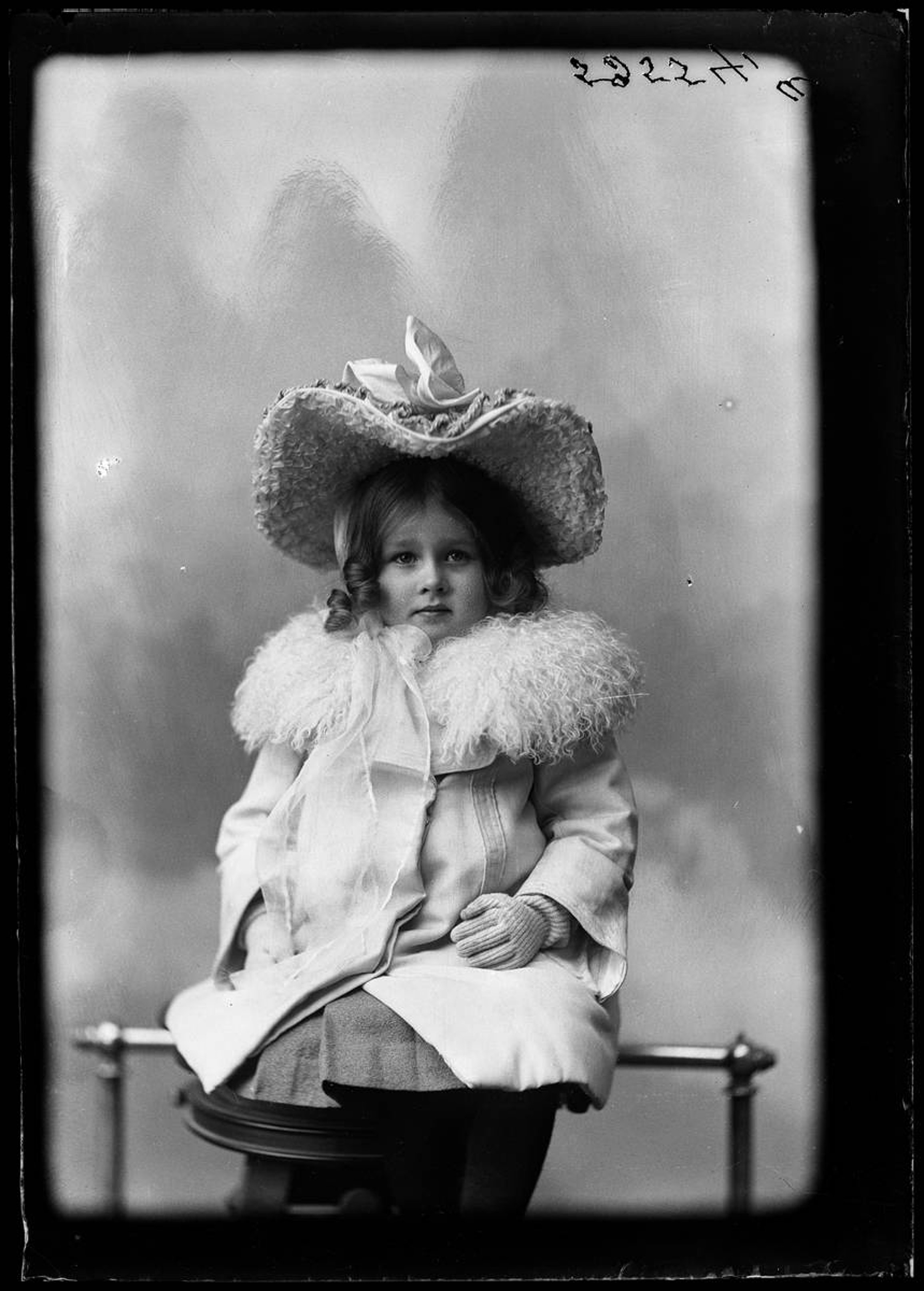
Porträt eines Mädchens